# 矛狀擬平牙鰕虎
矛狀擬平牙鰕虎（学名：Pseudapocryptes lanceolatus），又名矛狀擬平牙鰕虎魚、尖尾鯊，为鰕虎科擬平牙鰕虎魚屬下的一个种。